# Central térmica de Adrall
La central térmica de Adrall fue una instalación termoeléctrica de carbón, ubicada en la localidad española de Adrall, en el municipio de Ribera de Urgellet. Propiedad de la Cooperativa de Fluido Eléctrico, estuvo activa entre 1927 y 1951.
Actualmente se conservan la sala de máquinas y el edificio de control, protegidos como Bien Cultural de Interés Local.

## Historia
La central térmica de Adrall fue la primera obra llevada a cabo por la Cooperativa de Fluido Eléctrico (CFE), constituida en 1920. Fue planteada como una central de reserva a las centrales hidroeléctricas que la compañía había proyectado en el Pirineo, pero que por dificultades técnicas y económicas nunca se llevaron a cabo.
El emplazamiento, en el término de Adrall, fue elegido por su proximidad a unas minas de lignito, en Tost y en Pla de Sant Tirs, cuya licencia de extracción había adquirido CFE tras fusionarse con Hidroenergía del Cadí, propietaria original de las concesiones.
La obra de la central se inició en 1922, pero se dilataron varios años, debido a los problemas financieros de CFE. Finalmente,  firmó un acuerdo con la compañía suiza Motor-Columbus, cuyo aporte tecnológico permitió terminar la construcción, iniciando la actividad en otoño de 1927. De los cuatro grupos del proyecto inicial, entró en servicio únicamente con uno de 7 MW, con una turbina Escher Wyss. En marzo de 1928 se conectó un segundo grupo, de idéntica potencia, con una turbina fabricada por Brown Boveri. Estaba conectada a la estación transformadora de Sant Andreu, en Barcelona, por una línea de 110 kV, cuya construcción, entre 1923 y 1927, también se demoró varios años. 
El volumen de producción de la central de Adrall nunca alcanzó las expectativas de la compañía, debido a la baja calidad del lignito local. Agotado todo el carbón útil, las minas cerraron en 1949. La central térmica continuó su actividad hasta 1951, alimentándose de carbón procedente de Fígols y de Asturias. Finalizada su actividad generadora, se convirtió en una estación de enlace de líneas de alta tensión y transformadores. 
En finales de los años 1950 se inició el desmantelamiento, con el derribo del edificio de calderas. Parte de las máquinas se trasladaron a la central térmica de CFE en San Adrián de Besós. En 2004 se derribaron las fincas de las viviendas para trabajadores.
Los dos edificios conservados, la sala de máquinas y el edificio de control, fueron declarados Bien Cultural de Interés Local en 2009.